# جانيت ريتشاردز
جانيت ريتشاردز (بالإنجليزية: Janet Richards) هي عالمة مصريات أمريكية، ولدت في 1959.